# Гырмай Гебреселассие
Гырмай Гебреселассие Эмбайе (тигринья ግርማይ ገብረስላሰ) — эритрейский легкоатлет, бегун на длинные дистанции. Чемпион мира 2015 года в марафоне с результатом 2:12.28. Он стал обладателем первой золотой медали на чемпионатах мира в истории Эритреи, а также самым молодым чемпионом мира в марафоне.

## Биография
Родился в деревне Кисадека, которая находится в 115 километрах к югу от Асмэры. В 2009 году он впервые принял участие в школьных соревнованиях по бегу, во время которых его талант заметил учитель физкультуры. Однако его родители хотели, чтобы он посвятил себя учёбе, ведь, как они считали, спорт негативно повлияет на успеваемость в школе. Учитель в качестве примера привёл Зерсеная Тадесе, который смог совместить учёбу и лёгкую атлетику. Несмотря на это, его отец настоял на своём и пригрозил своему старшему сыну, что если тот будет бегать, то прекратит учёбу в школе. Однако Гырмай Гебреселассие не послушал отца, и уже на следующих школьных соревнованиях выиграл дистанцию 3000 метров и занял 2-е место на 5000 метров. Со временем отец изменил своё мнение.
Несмотря на то, что он жил в семи километрах от школы, Гырмай никогда не добирался до неё бегом, в отличие от других известных бегунов, таких как, например, Хайле Гебреселассие и Кенениса Бекеле. Он начал бегать в школу и обратно лишь тогда, когда стал заниматься бегом на длинные дистанции.

## Спортивная карьера
Впервые выступил за пределами Эритреи в 2012 году, когда принял участие в чемпионате Африки по кроссу в Кейптауне. В забеге юниоров он занял 9-е место, а также стал обладателем бронзовой медали в командном первенстве. Его первым стартом за пределами Африки стал Мемориал Фанни Бланкерс-Кун, состоявшийся 27 мая 2012 года. В тот день на дистанции 10 000 метров проходил олимпийский отбор сборной Эфиопии, поэтому бороться за высокие места для юного бегуна не представлялось возможным. Как итог он финишировал на 17-м месте с результатом 28.33,37. В 2013 году на чемпионате мира по кроссу он занял седьмое место в забеге среди юниоров. 7 февраля 2015 года стал бронзовым призёром чемпионата Восточной Африки по полумарафону — 1:01.39. На чемпионате мира 2014 года по полумарафону он занял седьмое место — 1:00.10.
В начале января 2015 года, за 3 недели до Дубайского марафона, он почувствовал боль в правой ноге, это вынудило пропустить 11 дней тренировок. Однако он не отказался выступить на марафоне, на котором был вынужден сойти после 25-го километра.

### Достижения
- Гамбургский марафон 2015 — 2:07.47 (2-е место)
- Чикагский марафон 2014 — 2:09.08 (6-е место)
- Гётеборгский полумарафон 2014 — 1:00.36 (1-е место)
- Гётеборгский полумарафон 2013 — 1:03.41 (3-е место)
- Филадельфийский полумарафон — 1:02.27 (4-е место)[7]
- Полумарафон Янчжоу 2014 — 1:01.37 (10-е место)[8]